# Proceso de Moran
Un proceso de Moran o modelo de Moran es un simple proceso estocástico usado en biología para describir una población finita. El proceso se llama así gracias a Patrick Moran, que propuso el modelo por primera vez en 1958. Puede ser usado para modelar procesos variedad creciente como una mutación al igual que efectos de variedad decreciente como la deriva genética y selección natural. El proceso puede describir las dinámicas probabilísticas en una población de tamaño constante N en el cual dos alelos A y B compiten por el dominio. Los dos alelos se consideran auténticos replicadores (Por ejemplo, entidades que crean copias de sí mismas).
A cada paso del tiempo, un individuo (Que es de cualquier tipo A o B) es elegido para reproducirse y un individuo es elegido para morir; asegurando así que el tamaño de la población permanezca constante. Para la selección del modelo, un tipo tiene que tener una mejor aptitud y, por lo tanto, es más probable que sea elegido para reproducirse. El mismo individuo puede ser elegido para morir y reproducirse en el mismo paso.

## Deriva neutral
Deriva neutral es la idea en la que una mutación neutral puede expandirse en toda una población, de forma que eventualmente el alelo original se pierda. Una mutación neutral no brinda ninguna Aptitud útil o perjudicial a su portador. El caso simple del proceso de Moran puede describir este fenómeno.
Si el número de individuos A viene dado por i entonces el proceso de Moran se define en el espacio de estado i = 0, ..., N. 
Dado que el número de individuos A puede cambiar a lo sumo en uno en cada paso de tiempo, una transición solo existe entre el estado i y el estado i − 1, i y i + 1. Por lo tanto la matriz de transición del proceso estocástico es tri-diagonal en forma y las probabilidades de transición son:
{\displaystyle {\begin{aligned}P_{i,i-1}&={\frac {N-i}{N}}{\frac {i}{N}}\\P_{i,i}&=1-P_{i,i-1}-P_{i,i+1}\\P_{i,i+1}&={\frac {i}{N}}{\frac {N-i}{N}}\\\end{aligned}}}
{\displaystyle P_{i,j}} denota la probabilidad de ir del estado i al estado j. Para entender las fórmulas de las probabilidades de transición uno debe mirar la definición del proceso que indica que siempre un individuo será escogido para reproducirse y uno para morir. Una vez los individuos A han muerto, nunca serán reintroducidos en la población ya que el modelo no presenta las mutaciones (A no puede ser reintroducido en la población una vez haya muerto y viceversa) por lo tanto {\displaystyle P_{0,0}=1}. Por la misma razón, la población de A permanecerá siempre N una vez que hayan alcanzado ese número y tomado la población, por lo tanto {\displaystyle P_{N,N}=1}. Los estados 0 y N se llaman absorbentes mientras los estados 1, ..., N − 1 se llaman transitorios. La probabilidades de transición intermedias pueden ser explicadas considerando que el primer término sea la probabilidad de escoger el individuo chuya abundancia aumentará en uno y el segundo término la probabilidad de escoger otro tipo para la muerte. Obviamente, si el mismo tipo es elegido para reproducirse y morir, entonces su abundancia no cambia.
Eventualmente la población alcanzará uno de los estados absorbentes y permanecerá ahí para siempre. En los estados de transición, fluctuaciones aleatorias ocurrirán pero, eventualmente la población de A o bien se extinguirá o bien permanecerá fija (fijación). Esto es una de las diferencias más importantes con los procesos deterministas que no pueden modelar eventos aleatorios. El valor esperado y la varianza del número de individuos de A X(t) en un punto de tiempo t  puede ser calculado cuando un estado inicial X(0) = i viene dado:
{\displaystyle {\begin{aligned}\operatorname {E} [X(t)\mid X(0)=i]&=i\\\operatorname {Var} (X(t)\mid X(0)=i)&={\tfrac {2i}{N}}\left(1-{\tfrac {i}{N}}\right){\frac {1-\left(1-{\frac {2}{N^{2}}}\right)^{t}}{\frac {2}{N^{2}}}}\end{aligned}}}
Para el valor esperado, el cálculo se realiza de la siguiente manera. Escribiendo p = iN,
{\displaystyle {\begin{aligned}\operatorname {E} [X(t)\mid X(t-1)=i]&=(i-1)P_{i,i-1}+iP_{i,i}+(i+1)P_{i,i+1}\\&=2ip(1-p)+i(p^{2}+(1-p)^{2})\\&=i.\end{aligned}}}
Escribiendo {\displaystyle Y=X(t)} y {\displaystyle Z=X(t-1)}, y aplicando el teorema de la esperanza total, {\displaystyle \operatorname {E} [Y]=\operatorname {E} [\operatorname {E} [Y\mid Z]]=\operatorname {E} [Z].} Aplicando el argumento repetidamente obtenemos {\displaystyle \operatorname {E} [X(t)]=\operatorname {E} [X(0)],} o {\displaystyle \operatorname {E} [X(t)\mid X(0)=i]=i.}
Para la varianza, el cálculo se realiza de la siguiente manera. Escribiendo {\displaystyle V_{t}=\operatorname {Var} (X(t)\mid X(0)=i),} tenemos
{\displaystyle {\begin{aligned}V_{1}&=E\left[X(1)^{2}\mid X(0)=i\right]-\operatorname {E} [X(1)\mid X(0)=i]^{2}\\&=(i-1)^{2}p(1-p)+i^{2}\left(p^{2}+(1-p)^{2}\right)+(i+1)^{2}p(1-p)-i^{2}\\&=2p(1-p)\end{aligned}}}
Para todo t, {\displaystyle (X(t)\mid X(t-1)=i)} y {\displaystyle (X(1)\mid X(0)=i)} están distribuidos de forma idéntica, por lo que sus varianzas son iguales. Escribiendo como antes {\displaystyle Y=X(t)} and {\displaystyle Z=X(t-1)}, y aplicando la ley de la varianza total,
{\displaystyle {\begin{aligned}\operatorname {Var} (Y)&=\operatorname {E} [\operatorname {Var} (Y\mid Z)]+\operatorname {Var} (\operatorname {E} [Y\mid Z])\\&=E\left[\left({\frac {2Z}{N}}\right)\left(1-{\frac {Z}{N}}\right)\right]+\operatorname {Var} (Z)\\&=\left({\frac {2\operatorname {E} [Z]}{N}}\right)\left(1-{\frac {\operatorname {E} [Z]}{N}}\right)+\left(1-{\frac {2}{N^{2}}}\right)\operatorname {Var} (Z).\end{aligned}}}
Si {\displaystyle X(0)=i}, obtenemos
{\displaystyle V_{t}=V_{1}+\left(1-{\frac {2}{N^{2}}}\right)V_{t-1}.}
Reescribiendo esta ecuación como
{\displaystyle V_{t}-{\frac {V_{1}}{\frac {2}{N^{2}}}}=\left(1-{\frac {2}{N^{2}}}\right)\left(V_{t-1}-{\frac {V_{1}}{\frac {2}{N^{2}}}}\right)=\left(1-{\frac {2}{N^{2}}}\right)^{t-1}\left(V_{1}-{\frac {V_{1}}{\frac {2}{N^{2}}}}\right)}
nos da
{\displaystyle V_{t}=V_{1}{\frac {1-\left(1-{\frac {2}{N^{2}}}\right)^{t}}{\frac {2}{N^{2}}}}}
como se deseaba

La probabilidad de que A alcance fijación se llama probabilidad de fijación. Para el proceso simple de Moran esta probabilidad es xi = iN.
Dado que todos los individuos tienen las mismas aptitudes, también tienen las mismas posibilidades de convertirse antecesores de toda la población; esta probabilidad es 1N y por lo tanto la suma de todas las probabilidades i (para todos los individuos A) es solo iN. El tiempo medio de absorción que comienza en el estado  i  viene dado por
{\displaystyle k_{i}=N\left[\sum _{j=1}^{i}{\frac {N-i}{N-j}}+\sum _{j=i+1}^{N-1}{\frac {i}{j}}\right]}
El tiempo medio que pasa en el estado j cuando comienza en el estado i viene dado por:
{\displaystyle k_{i}^{j}=\delta _{ij}+P_{i,i-1}k_{i-1}^{j}+P_{i,i}k_{i}^{j}+P_{i,i+1}k_{i+1}^{j}}
Aquí δij denota el Delta Kroenecker. Esta ecuación recursiva puede ser resuelta usando una nueva variable qi de modo que {\displaystyle P_{i,i-1}=P_{i,i+1}=q_{i}} y por lo tanto {\displaystyle P_{i,i}=1-2q_{i}} y reescrita
{\displaystyle k_{i+1}^{j}=2k_{i}^{j}-k_{i-1}^{j}-{\frac {\delta _{ij}}{q_{i}}}}
Se usa la variable {\displaystyle y_{i}^{j}=k_{i}^{j}-k_{i-1}^{j}} y la ecuación queda:
{\displaystyle {\begin{aligned}y_{i+1}^{j}&=y_{i}^{j}-{\frac {\delta _{ij}}{q_{i}}}\\\\\sum _{i=1}^{m}y_{i}^{j}&=(k_{1}^{j}-k_{0}^{j})+(k_{2}^{j}-k_{1}^{j})+\cdots +(k_{m-1}^{j}-k_{m-2}^{j})+(k_{m}^{j}-k_{m-1}^{j})\\&=k_{m}^{j}-k_{0}^{j}\\\sum _{i=1}^{m}y_{i}^{j}&=k_{m}^{j}\\\\y_{1}^{j}&=(k_{1}^{j}-k_{0}^{j})=k_{1}^{j}\\y_{2}^{j}&=y_{1}^{j}-{\frac {\delta _{1j}}{q_{1}}}=k_{1}^{j}-{\frac {\delta _{1j}}{q_{1}}}\\y_{3}^{j}&=k_{1}^{j}-{\frac {\delta _{1j}}{q_{1}}}-{\frac {\delta _{2j}}{q_{2}}}\\&\vdots \\y_{i}^{j}&=k_{1}^{j}-\sum _{r=1}^{i-1}{\frac {\delta _{rj}}{q_{r}}}={\begin{cases}k_{1}^{j}&j\geq i\\k_{1}^{j}-{\frac {1}{q_{j}}}&j\leq i\end{cases}}\\\\k_{i}^{j}&=\sum _{m=1}^{i}y_{m}^{j}={\begin{cases}i\cdot k_{1}^{j}&j\geq i\\i\cdot k_{1}^{j}-{\frac {i-j}{q_{j}}}&j\leq i\end{cases}}\end{aligned}}}
Sabiendo que {\displaystyle k_{N}^{j}=0} y
{\displaystyle q_{j}=P_{j,j+1}={\frac {j}{N}}{\frac {N-j}{N}}}
Podemos calcular {\displaystyle k_{1}^{j}}:
{\displaystyle {\begin{aligned}k_{N}^{j}=\sum _{i=1}^{m}y_{i}^{j}=N\cdot k_{1}^{j}&-{\frac {N-j}{q_{j}}}=0\\k_{1}^{j}&={\frac {N}{j}}\end{aligned}}}
Por consiguiente
{\displaystyle k_{i}^{j}={\begin{cases}{\frac {i}{j}}\cdot k_{j}^{j}&j\geq i\\{\frac {N-i}{N-j}}\cdot k_{j}^{j}&j\leq i\end{cases}}}
con {\displaystyle k_{j}^{j}=N}. Ahora ki, el tiempo total hasta la fijación empezando desde el estado i, puede ser calculado
{\displaystyle {\begin{aligned}k_{i}=\sum _{j=1}^{N-1}k_{i}^{j}&=\sum _{j=1}^{i}k_{i}^{j}+\sum _{j=i+1}^{N-1}k_{i}^{j}\\&=\sum _{j=1}^{i}N{\frac {N-i}{N-j}}+\sum _{j=i+1}^{N-1}N{\frac {i}{j}}\end{aligned}}}

Para N más grandes la aproximación
{\displaystyle \lim _{N\to \infty }k_{i}\approx -N^{2}\left[(1-x_{i})\ln(1-x_{i})+x_{i}\ln(x_{i})\right]}

## Selección
Si un alelo tiene una ventaja física sobre otro alelo, este tenderá a ser escogido para la reproducción. Esto puede ser incorporado en el modelo si los individuos con alelo A tienen aptitudes {\displaystyle f_{i}} y los individuos con alelo B tienen aptitudes gi donde i es el número de individuos del tipo A; describiendo así un proceso general de nacimiento y muerte. La matriz de transición del proceso estocástico es tri-diagonal en forma y las probabilidades de transición son
{\displaystyle {\begin{aligned}P_{i,i-1}&={\frac {g_{i}(N-i)}{f_{i}\cdot i+g_{i}(N-i)}}\cdot {\frac {i}{N}}\\P_{i,i}&=1-P_{i,i-1}-P_{i,i+1}\\P_{i,i+1}&={\frac {f_{i}\cdot i}{f_{i}\cdot i+g_{i}(N-i)}}\cdot {\frac {N-i}{N}}\\\end{aligned}}}
La entrada {\displaystyle P_{i,j}} denota la probabilidad de ir del estado i al estado j. Para comprender las fórmulas de las probabilidades de transición, uno tiene que volver a mirar la definición del proceso y ver que la aptitud entra solo en el primer término de las ecuaciones relacionadas con la reproducción. Por lo tanto, la probabilidad de que el individuo A sea elegido para la reproducción ya no es  i / N  sino que depende de la aptitud de A y por lo tanto
{\displaystyle {\frac {f_{i}\cdot i}{f_{i}\cdot i+g_{i}(N-i)}}.}
También en este caso, las probabilidades de fijación cuando se comienza en el estado  i  se define por recurrencia
{\displaystyle x_{i}={\begin{cases}0&i=0\\\beta _{i}x_{i-1}+(1-\alpha _{i}-\beta _{i})x_{i}+\alpha _{i}x_{i+1}&1\leq i\leq N-1\\1&i=N\end{cases}}}
Y la forma cerrada viene dada por
{\displaystyle x_{i}={\frac {\displaystyle 1+\sum _{j=1}^{i-1}\prod _{k=1}^{j}\gamma _{k}}{\displaystyle 1+\sum _{j=1}^{N-1}\prod _{k=1}^{j}\gamma _{k}}}\qquad {\text{(1)}}}
donde {\displaystyle \gamma _{i}=P_{i,i-1}/P_{i,i+1}} por definición y será solo {\displaystyle g_{i}/f_{i}} para el caso general.
También en este caso, probabilidades de fijación pueden ser calculadas, pero las probabilidades de transición no son simétricas. Se usa la notación {\displaystyle P_{i,i+1}=\alpha _{i},P_{i,i-1}=\beta _{i},P_{i,i}=1-\alpha _{i}-\beta _{i}} and {\displaystyle \gamma _{i}=\beta _{i}/\alpha _{i}} . La probabilidad de fijación se puede definir recursivamente y se introduce una nueva variable {\displaystyle y_{i}=x_{i}-x_{i-1}}.
{\displaystyle {\begin{aligned}x_{i}&=\beta _{i}x_{i-1}+(1-\alpha _{i}-\beta _{i})x_{i}+\alpha _{i}x_{i+1}\\\beta _{i}(x_{i}-x_{i-1})&=\alpha _{i}(x_{i+1}-x_{i})\\\gamma _{i}\cdot y_{i}&=y_{i+1}\end{aligned}}}
Ahora dos propiedades de la definición de la variable yi se pueden usar para encontrar una solución de forma cerrada para las probabilidades de fijación:
{\displaystyle {\begin{aligned}\sum _{i=1}^{m}y_{i}&=x_{m}&&1\\y_{k}&=x_{1}\cdot \prod _{l=1}^{k-1}\gamma _{l}&&2\\\Rightarrow \sum _{m=1}^{i}y_{m}&=x_{1}+x_{1}\sum _{j=1}^{i-1}\prod _{k=1}^{j}\gamma _{k}=x_{i}&&3\end{aligned}}}
Combinando (3) y xN = 1:
{\displaystyle x_{1}\left(1+\sum _{j=1}^{N-1}\prod _{k=1}^{j}\gamma _{k}\right)=x_{N}=1.}
lo cual implica:
{\displaystyle x_{1}={\frac {1}{1+\sum _{j=1}^{N-1}\prod _{k=1}^{j}\gamma _{k}}}}
Esto a su vez nos da:
{\displaystyle x_{i}={\frac {\displaystyle 1+\sum _{j=1}^{i-1}\prod _{k=1}^{j}\gamma _{k}}{\displaystyle 1+\sum _{j=1}^{N-1}\prod _{k=1}^{j}\gamma _{k}}}}

Este caso general donde la aptitud de A y B depende de la abundancia de cada tipo se estudia en teoría de juegos evolutiva.
Se obtienen resultados menos complejos si se supone una diferencia constante de aptitud  r . Los individuos de tipo A se reproducen con una tasa constante  r  y los individuos con el alelo B se reproducen con tasa 1. Por lo tanto si A tiene una ventaja de aptitud sobre B, r será más grande que uno, de lo contrario, será más pequeño que uno. Por lo tanto, la matriz de transición del proceso estocástico tiene forma tri-diagonal y las probabilidades de transición son
{\displaystyle {\begin{aligned}P_{0,0}&=1\\P_{i,i-1}&={\frac {N-i}{r\cdot i+N-i}}\cdot {\frac {i}{N}}\\P_{i,i}&=1-P_{i,i-1}-P_{i,i+1}\\P_{i,i+1}&={\frac {r\cdot i}{r\cdot i+N-i}}\cdot {\frac {N-i}{N}}\\P_{N,N}&=1.\end{aligned}}}
En este caso {\displaystyle \gamma _{i}=1/r} es un factor constante para cada composición de la población y por ello la probabilidad de fijacion de la ecuación (1) se simplifica a
{\displaystyle x_{i}={\frac {1-r^{-i}}{1-r^{-N}}}\quad \Rightarrow \quad x_{1}=\rho ={\frac {1-r^{-1}}{1-r^{-N}}}\qquad {\text{(2)}}}
donde la probabilidad de fijación de un solo mutante A en una población de B suele ser de interés y se denota con ρ.
También, en caso de selección,el valor esperado y la varianza del número de individuos A puede ser calculado
{\displaystyle {\begin{aligned}\operatorname {E} [X(t)\mid X(t-1)=i]&=ps{\dfrac {1-p}{ps+1}}+i\\\operatorname {Var} (X(t+1)\mid X(t)=i)&=p(1-p){\dfrac {(s+1)+(ps+1)^{2}}{(ps+1)^{2}}}\end{aligned}}}
donde p = iN, y r = 1 + s.
For the expected value the calculation runs as follows
{\displaystyle {\begin{aligned}\operatorname {E} [\Delta (1)\mid X(0)=i]&=(i-1-i)\cdot P_{i,i-1}+(i-i)\cdot P_{i,i}+(i+1-i)\cdot P_{i,i+1}\\&=-{\frac {N-i}{ri+N-i}}{\frac {i}{N}}+{\frac {ri}{ri+N-i}}{\frac {N-i}{N}}\\&=-{\frac {(N-i)i}{(ri+N-i)N}}+{\frac {i(N-i)}{(ri+N-i)N}}+{\frac {si(N-i)}{(ri+N-i)N}}\\&=ps{\dfrac {1-p}{ps+1}}\\\operatorname {E} [X(t)\mid X(t-1)=i]&=ps{\dfrac {1-p}{ps+1}}+i\end{aligned}}}
Para la varianza, el cálculo se realiza de la siguiente manera, utilizando la varianza de un solo paso
{\displaystyle {\begin{aligned}\operatorname {Var} (X(t+1)\mid X(t)=i)&=\operatorname {Var} (X(t))+\operatorname {Var} (\Delta (t+1)\mid X(t)=i)\\&=0+E\left[\Delta (t+1)^{2}\mid X(t)=i\right]-\operatorname {E} [\Delta (t+1)\mid X(t)=i]^{2}\\&=(i-1-i)^{2}\cdot P_{i,i-1}+(i-i)^{2}\cdot P_{i,i}+(i+1-i)^{2}\cdot P_{i,i+1}-\operatorname {E} [\Delta (t+1)\mid X(t)=i]^{2}\\&=P_{i,i-1}+P_{i,i+1}-\operatorname {E} [\Delta (t+1)\mid X(t)=i]^{2}\\&={\frac {(N-i)i}{(ri+N-i)N}}+{\frac {(N-i)i(1+s)}{(ri+N-i)N}}-\operatorname {E} [\Delta (t+1)\mid X(t)=i]^{2}\\&=i(N-i){\frac {2+s}{(ri+N-i)N}}-\operatorname {E} [\Delta (t+1)\mid X(t)=i]^{2}\\&=i(N-i){\frac {2+s}{(ri+N-i)N}}-\left(ps{\dfrac {1-p}{ps+1}}\right)^{2}\\&=p(1-p){\frac {2+s(ps+1)}{(ps+1)^{2}}}-p(1-p){\frac {ps^{2}(1-p)}{(ps+1)^{2}}}\\&=p(1-p){\dfrac {2+2ps+s+p^{2}s^{2}}{(ps+1)^{2}}}\end{aligned}}}

## Tasa de evolución
En una población donde todos los individuos son B, un solo mutante A dominará a toda la población con probabilidad:
{\displaystyle \rho ={\frac {1-r^{-1}}{1-r^{-N}}}.\qquad {\text{(2)}}}
Si la tasa de mutación (yendo del alelo B al A) en la población es u entonces la tasa con la que un miembro de la población mutará a A viene dada por N × u y la tasa con la toda la población va de todo B a todo A es la tasa con la que surge un solo individuo A  multiplicado por la probabilidad con la que dominará a toda la población (probabilidad de fijación):
{\displaystyle R=N\cdot u\cdot \rho =u\quad {\text{if}}\quad \rho ={\frac {1}{N}}.}
Por lo tanto si la mutación es neutral (p.ej. la probabilidad de fijación es solo 1/N) entonces la tasa con la que un alelo surge y domina una población es independiente del tamaño de la población e igual a la tasa de mutación. Este resultado importante es la base de la teoría neutral de la evolución y sugiere que el número de mutaciones puntuales en genomas de dos especies diferentes vendrá dada simplemente por la tasa de mutación multiplicada por el doble de tiempo desde la divergencia. Por tanto la teoría neutral evolutiva nos proporciona un reloj molecular, dado que las suposiciones se cumplen, lo que puede no ser el caso en la realidad.